# Klaus-Jürgen Richter

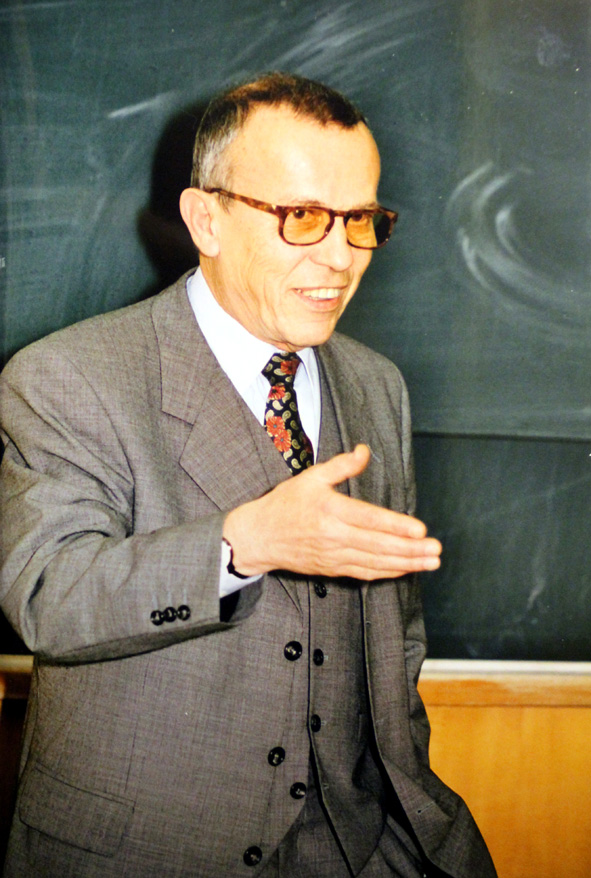
Klaus-Jürgen Richter

Arno Klaus Jürgen („Kajott“) Richter (* 3. Dezember 1933 in Döbeln; † 2. November 2005 in Dresden) war ein deutscher Verkehrswissenschaftler und gehörte zu den ersten Wissenschaftlern auf dem Gebiet der Verkehrsökonometrie. Er war Experte für die Statistik des Transport- und Nachrichtenwesens.

## Leben
Richter wurde als Sohn eines Malermeisters in Döbeln/Sachsen geboren. Er besuchte die Volksschule und anschließend die Lessing-Oberschule in seinem Geburtsort. Von 1953 bis 1956 studierte er Wirtschaftswissenschaft an der neu gegründeten Hochschule für Verkehrswesen „Friedrich List“ Dresden mit dem Abschluss als Diplom-Wirtschaftler. Anschließend war er als Anwärter für den höheren Dienst für die Deutsche Reichsbahn in der Rechenstation der Reichsbahndirektion Halle/Saale tätig und machte dabei auch eine Ausbildung im Eisenbahn-Betriebsdienst, u. a. zum Fahrdienstleiter.
Im Jahr 1957 begann seine Tätigkeit in der Hochschule für Verkehrswesen Dresden, die 1992 mit deren Auflösung endete. Bis 1961 war Richter wissenschaftlicher Assistent am Institut für Verkehrswirtschaftslehre und Statistik und schloss diese Zeit mit der Promotion zum Doktor der Wirtschaftswissenschaften bei Joachim Günther (Verkehrswissenschaftler) über ein Thema zur Stichprobentheorie und ihrer Anwendung bei der Erfassung von Eisenbahnverkehrsleistungen ab. Nach drei Jahren als wissenschaftlicher Oberassistent habilitierte er sich 1964 über die Anwendung des Einsatz-Ausstoß-Modells auf Probleme des Gütertransports. Es folgten eine Dozentur für Transportökonomie und 1967 die Professur mit Lehrauftrag für Statistik des Verkehrs sowie 1972 die Berufung als ordentlicher Professor für Mathematische Methoden in der Ökonomie.
Ab 1992 war Richter bis zu seiner Emeritierung im Jahr 2000 Professor für Statistik und Ökonometrie, insbesondere Verkehrsstatistik, an der Technischen Universität Dresden (TU Dresden). Am Aufbau deren Instituts für Wirtschaft und Verkehr an der Fakultät Verkehrswissenschaften „Friedrich List“ war er maßgeblich beteiligt.
Mehrfach verband Richter seine Lehre und Forschung an der Hochschule mit darüber hinaus reichenden Tätigkeiten, so war er zwischen 1962 und 1964 auch Mitarbeiter der Deutschen Reichsbahn im Rechenzentrum in Dresden und in deren Auftrag Leiter einer Arbeitsgruppe des Internationalen Eisenbahnverbandes UIC in Paris. Gastprofessuren führten ihn 1977/78 an die Staatliche Universität für Verkehrswesen Moskau (MIIT) und 1992–2002 an die Technische Universität Stettin.
An der Hochschule für Verkehrswesen übte er verschiedene akademische Ämter aus, so als Dekan, Sektionsdirektor und Studiendekan. Im Rahmen seiner beruflichen Tätigkeit pflegte er seit den 1960er Jahren  Kontakte zu wissenschaftlichen Einrichtungen des europäischen Auslandes und nach China.
Richter publizierte über 300 Veröffentlichungen. Seine Standardwerke über Verkehrsökonometrie und zur Optimierung erlebten zahlreiche Auflagen und gehörten zum Rüstzeug von Studenten im deutschsprachigen Raum. Er betreute über 50 Promotionen und Habilitationen und schrieb 70 Gutachten zu Promotionen sowie 19 zu Habilitationen.
Richter war in  Gremien und Vereinigungen beratend aktiv. So wurde er u. a. 1990 zum Gründungsvorsitzenden der Bezirksvereinigung Sachsen der Deutschen Verkehrswissenschaftlichen Gesellschaft DVWG gewählt und blieb dies bis zu seinem Tod im Jahr 2005.
Richter wurde 2002 emeritiert. Er arbeitete bis zu seinem Tod im Jahr 2005 weiterhin wissenschaftlich, u. a. in der Dresdner Beratungsfirma TCAC.
Richter war in fast fünfzigjähriger Ehe verheiratet mit Elisabeth (geb. Breitkopf) und hatte mit ihr einen Sohn. Sein Grab befindet sich auf dem Friedhof Leubnitz-Neuostra in Dresden.

## Ehrungen und Auszeichnungen
Klaus-Jürgen Richter erhielt eine Reihe von Ehrungen und Auszeichnungen:
- Verdienstmedaille der Deutschen Reichsbahn in 3 Stufen, 1966, 1970, 1982
- Gauss-Ehrenplakette der Akademie der Wissenschaften der DDR 1977
- Friedrich-List-Plakette (1968) und Friedrich-List-Preis (1978) der Hochschule für Verkehrswesen
- Westpommersche Verdienstmedaille „Gryf Pomorski“ 1996
- Friedrich-List-Plakette des Friedrich-List-Forums 2002
- Ehrenmitgliedschaft der DVWG 2002
- Ehrenkolloquium an der TU Dresden 2000

## Werke (Auswahl)
- Methoden der linearen Optimierung, Leipzig 1966
- Transportökonometrie, Berlin 1966
- Statistische Methoden für Verkehrsingenieure (mit H.Schneider), Berlin 1968
- Einführung in die ökonomische Kybernetik, ISW Kolberg 1969
- Verkehrsökonometrie, Berlin 1969 und Köln/Opladen 1970
- Methoden der Optimierung Bd.II, Nichtlineare Optimierung, Leipzig 1970
- Kybernetische Analyse verkehrsökonomischer Systeme, Berlin 1971
- Die Transportmatrix. Verkehrsökonometrie III, Berlin 1977
- Grundlagen der Verkehrsstatistik, Verkehrsökonometrie IV, Berlin 1978
- Methoden der Transportoptimierung, Berlin 1984
- Statistischer Leitfaden für Verkehrsingenieure, Berlin 1985
- Verkehrsökonometrie, 5. Aufl., München 1995
- Rechnergestützte Betriebsorganisation im Verkehrswesen (mit M. Ritschel), Berlin 1998